# 大阪府立生野聴覚支援学校
大阪府立生野聴覚支援学校（おおさかふりつ いくのちょうかくしえんがっこう）は、大阪府大阪市生野区桃谷一丁目にある特別支援学校。幼稚部・小学部・中学部を設置しており、大阪府北部・東部に在住する聴覚障害のある児童・生徒が主に学ぶ。

## 沿革
- 1926年 - 小西薬剤学校を仮校舎とする 大阪聾口話学校（私立）として開校。
- 1933年3月31日 - 大阪府へ移管し、大阪府立聾唖学校と改称。
- 1948年4月1日 - 大阪府立聾学校に改称。幼稚部・小学部・中等部・高等部を設置。
- 1954年10月1日 - 大阪府立堺聾学校が開校したことに伴い、大阪府立生野ろう学校と改称。
- 1954年10月1日 - 生野区鶴橋北之町1丁目（現在地）に鶴橋分校を設置。
- 1961年4月1日 - 本校と分校を入れ替え。従来の本校を桃谷分校に、鶴橋分校を本校にそれぞれ変更。
- 1962年4月1日 - 大阪府立生野聾学校と改称。
- 1974年1月1日 - 桃谷分校を勝山分校に改称。
- 1984年3月31日 - 勝山分校（高等部）を廃止。

高等部は大阪府立生野高等聾学校として独立し、旧勝山分校敷地を継承。
- 2008年4月1日 - 校名を大阪府立生野聴覚支援学校に変更。

## 通学区域
- 北摂地域、北河内地域（守口市を除く）、中河内地域
  - ※調整区域：大阪市生野区・天王寺区・東成区、守口市（以上大阪府立中央聴覚支援学校との調整区域）、南河内地域（大阪府立堺聴覚支援学校との調整区域）。